# よみうりテレビ制作土曜10時枠連続ドラマ
よみうりテレビ制作土曜10時枠連続ドラマ（よみうりテレビせいさくどようじゅうじわくれんぞくドラマ）は、1968年10月19日 - 1969年1月25日および1992年4月 - 1994年3月の2期に渡って、読売テレビを制作局として、日本テレビ系列で毎週土曜日22時台 (JST) に放送されていた連続テレビドラマの放送枠。
第2期は、「DRAMA-CAN!」という名称がついていたようである。

## 概要
この枠の読売テレビ制作ドラマは1992年から始まったとされるが、実際はかなり前の1968年10月に開始した渋谷天外主演の『百億円の阿呆ぼん』が最初だった。しかしその後は長期に渡ってよみうりテレビ制作ドラマは放送されず、1992年になってようやく『悪女』で再開した。だがわずか2年・計8作で終了、その後のよみうりテレビ制作枠は木曜21時→月曜22時→木曜深夜と変遷し、現在は『プラチナイト・木曜ドラマF』を放送している。
なお、2017年4月に『土曜ドラマ』が枠移動として23年ぶりに再開した。

## 放送作品一覧

### 第1期（無印）
放送枠は22:30 - 23:30．

#### 1968年
- 百億円の阿呆ぼん

### 第2期（DRAMA-CAN!）
放送枠は22:00 - 22:54。

#### 1992年
- 悪女 制作：キティフィルム
- ニュースなあいつ 制作：ホリプロ
- 綺麗になりたい 制作：PDS

#### 1993年
- お茶の間 制作：キティフィルム
- 彼女の嫌いな彼女 自社よみうりテレビ製作 制作協力：CUC
- 嵐の中の愛のように 制作：日本テレビエンタープライズ
- 嘘でもいいから 制作:MMJ

#### 1994年
- 麻酔 制作:総合ビジョン